# Vitor Sapienza
Vitor Sapienza (16 de dezembro de 1933 - São Paulo, 9 de abril de 2020) foi um político e economista brasileiro do estado de São Paulo.

## Vida
Sapienza se graduou em Economia e Ciências Contábeis na Pontifícia Universidade Católica de São Paulo. Em 1962, começou a trabalhar como contador para o governo do estado de São Paulo. Nesse período, teve participação ativa no sindicato dos contadores do estado, tendo exercido diversos cargos como Presidente, Secretário e Conselheiro.
Em 1986, Sapienza concorreu com sucesso a uma vaga na Assembleia Legislativa de São Paulo. Seu primeiro mandato começou em 1987 e terminou em 1991.
Após sua primeira gestão como deputado estadual, Sapienza foi reeleito cinco vezes consecutivas, nos anos de 1990, 1994, 1998, 2002 e 2006. Em 1993, foi eleito Presidente da ALESP pelo período 1993-1995, e em 1994, por um breve período de tempo, Sapienza foi nomeado governador interino do Estado de São Paulo.

## Morte
Em 9 de abril de 2020, Sapienza faleceu no Hospital Sírio-Libanês, em São Paulo, aos 86 anos devido a complicações provocadas pelo COVID-19.